# سوزان کابوت
سوزان کابوت (انگلیسی: Susan Cabot؛ ۹ ژوئیهٔ ۱۹۲۷ – ۱۰ دسامبر ۱۹۸۶) یک هنرپیشه اهل ایالات متحده آمریکا بود. وی بین سال‌های ۱۹۴۷ تا ۱۹۷۰ میلادی فعالیت می‌کرد.